# Anastassia Rodiónova
Anastassia Ivànovna Rodiónova (Tambov, Unió Soviètica, 12 de maig de 1982) és una extennista professional australiana, tot i que va néixer a la Unió Soviètica i llavors va formar part de Rússia. La seva germana petita Arina Rodiónova també fou tennista professional i en moltes ocasions van formar parella en torneigs de dobles.
En el seu palmarès té onze títols del circuit WTA que li van permetre arribar al 15è lloc del rànquing de dobles. Fou finalista del torneig de Grand Slam de Wimbledon l'any 2003 en categoria de dobles mixts fent parella amb l'israelià Andy Ram. En l'Obert d'Austràlia de 2008 va participar representant Austràlia, encara que en posteriors torneigs de la WTA participà representant Rússia.
Fou la segona tennista del circuit WTA desqualificada d'un torneig per actitud antiesportiva després de colpejar una pilota contra el públic a Cincinnati l'any 2007.

## Biografia
Filla de Natalia i Ivan Rodionov. El seu pare fou el seu primer entrenador quan va començar a jugar amb set anys i fins als divuit. A aquesta edat, va deixar la seva ciutat natal per traslladar-se a Alemanya durant tres anys, al 2003 va tornar a Rússia per entrenar a Moscou, i el 2005 es va establir definitivament a Melbourne (Austràlia). Va adquirir la nacionalitat australiana el 10 de desembre de 2009, i poc després ja va competir per aquest país. La seva germana petita Arina també fou tennista professional i també es va nacionalitzar australiana.

## Torneigs de Grand Slam

### Dobles mixts: 1 (0−1)
| Resultat  | Núm. | Any  | Torneig   | Parella  | Oponents                         | Marcador |
| --------- | ---- | ---- | --------- | -------- | -------------------------------- | -------- |
| Finalista | 1.   | 2003 | Wimbledon | Andy Ram | Martina Navrátilová Leander Paes | 3−6, 3−6 |

## Palmarès

### Dobles femenins: 24 (11−13)
| Abans de 2009                | Després de 2009         |
| ---------------------------- | ----------------------- |
| Grand Slam (0−0)             |                         |
| WTA Tour Championships (0−0) |                         |
| Tier I (0−0)                 | Premier Mandatory (0−0) |
| Tier II (0−0)                | Premier 5 (0−0)         |
| Tier III (1−2)               | Premier (2−2)           |
| Tier IV i V (1−3)            | International (5−4)     |

| Títols per superfície |
| --------------------- |
| Dura (6−8)            |
| Gespa (1−0)           |
| Terra batuda (1−3)    |
| Moqueta (1−0)         |

| Resultat   | Núm. | Data                   | Torneig                         | Superfície   | Parella             | Oponents                                 | Marcador            |
| ---------- | ---- | ---------------------- | ------------------------------- | ------------ | ------------------- | ---------------------------------------- | ------------------- |
| Finalista  | 1.   | 29 de juliol de 2001   | Sopot, Polònia                  | Terra batuda | Yuliya Beygelzimer  | Joannette Kruger Francesca Schiavone     | 4−6, 0−6            |
| Finalista  | 2.   | 9 d'octubre de 2005    | Taixkent, Uzbekistan            | Dura         | Galina Voskobóieva  | Maria Elena Camerin Émilie Loit          | 3−6, 0−6            |
| Guanyadora | 1.   | 6 de novembre de 2005  | Quebec, Canadà                  | Dura (i)     | Ielena Vesninà      | Līga Dekmeijere Ashley Harkleroad        | 6−7, 6−4, 6−2       |
| Finalista  | 3.   | 19 de febrer de 2006   | Bangalore, Índia                | Dura         | Ielena Vesninà      | Liezel Huber Sania Mirza                 | 3−6, 3−6            |
| Guanyadora | 2.   | 30 d'abril de 2007     | Estoril, Portugal               | Terra batuda | Andreea Ehritt-Vanc | L. Domínguez Lino Arantxa Parra Santonja | 6−3, 6−2            |
| Finalista  | 4.   | 14 de maig de 2007     | Fes, Marroc                     | Terra batuda | Andreea Ehritt-Vanc | Sania Mirza Vania King                   | 1−6, 2−6            |
| Finalista  | 5.   | 1 d'octubre de 2007    | Taixkent (2)                    | Dura         | Tatiana Poutchek    | Ekaterina Dzehalevich Anastasia Yakimova | 6−2, 4−6, [7−10]    |
| Finalista  | 6.   | 28 de febrer de 2010   | Kuala Lumpur, Malàisia          | Dura         | Arina Rodiónova     | Zheng Jie Chan Yung-jan                  | 7−6, 2−6, [7−10]    |
| Finalista  | 7.   | 22 de maig de 2010     | Estrasburg, França              | Terra batuda | Alla Kudryavtseva   | Vania King Alizé Cornet                  | 6−3, 4−6, [7−10]    |
| Guanyadora | 3.   | 19 de juny de 2010     | 's-Hertogenbosch, Països Baixos | Gespa        | Alla Kudryavtseva   | Vania King Iaroslava Xvédova             | 3−6, 6−3, [10−6]    |
| Finalista  | 8.   | 22 d'octubre de 2011   | Moscou, Rússia                  | Dura (i)     | Galina Voskobóieva  | Vania King Iaroslava Xvédova             | 6−7(3), 3−6         |
| Guanyadora | 4.   | 12 de febrer de 2012   | Pattaya, Tailàndia              | Dura         | Sania Mirza         | Chan Yung-jan Chan Hao-ching             | 3−6, 6−1, [10−8]    |
| Guanyadora | 5.   | 5 de gener de 2013     | Auckland, Nova Zelanda          | Dura         | Cara Black          | Julia Görges Iaroslava Xvédova           | 2−6, 6−2, [10−5]    |
| Guanyadora | 6.   | 15 de setembre de 2013 | Quebec                          | Moqueta (i)  | Alla Kudryavtseva   | Andrea Hlaváčková Lucie Hradecká         | 6−4, 6−3            |
| Finalista  | 9.   | 20 d'octubre de 2013   | Moscou (2)                      | Dura (i)     | Alla Kudryavtseva   | Svetlana Kuznetsova Samantha Stosur      | 1−6, 6−1, [8−10]    |
| Guanyadora | 7.   | 4 de gener de 2014     | Brisbane, Austràlia             | Dura         | Alla Kudryavtseva   | Kristina Mladenovic Galina Voskobóieva   | 6−3, 6−1            |
| Finalista  | 10.  | 2 de febrer de 2014    | Pattaya                         | Dura         | Alla Kudryavtseva   | Peng Shuai Zhang Shuai                   | 6−3, 6−7(5), [6−10] |
| Guanyadora | 8.   | 22 de febrer de 2014   | Dubai, Emirats Àrabs Units      | Dura         | Alla Kudryavtseva   | Raquel Kops-Jones Abigail Spears         | 6−2, 5−7, [10−8]    |
| Guanyadora | 9.   | 12 d'octubre de 2014   | Tientsin, Xina                  | Dura         | Alla Kudryavtseva   | Sorana Cîrstea Andreja Klepač            | 6−7(6), 6−2, [10−8] |
| Finalista  | 11.  | 8 de març de 2015      | Monterrey, Mèxic                | Dura         | Arina Rodiónova     | Gabriela Dabrowski Alicja Rosolska       | 3−6, 6−2, [3−10]    |
| Guanyadora | 10.  | 25 de juny de 2016     | Eastbourne, Regne Unit          | Gespa        | Darija Jurak        | Chan Hao-ching Chan Yung-jan             | 5−7, 7−6(4), [10−6] |
| Finalista  | 12.  | 23 de juliol de 2016   | Stanford, Estats Units          | Dura         | Darija Jurak        | Raquel Atawo Abigail Spears              | 3−6, 4−6            |
| Guanyadora | 11.  | 4 de març de 2017      | Acapulco, Mèxic                 | Dura         | Darija Jurak        | Veronica Cepede Royg Mariana Duque       | 6−3, 6−2            |
| Finalista  | 13.  | 26 de maig de 2018     | Estrasburg (2)                  | Terra batuda | Nadia Kitxenok      | Mihaela Buzărnescu Raluca Olaru          | 5−7, 5−7            |

### Dobles mixts: 1 (0−1)
| Resultat  | Núm. | Data               | Torneig               | Superfície | Parella  | Oponents                         | Marcador |
| --------- | ---- | ------------------ | --------------------- | ---------- | -------- | -------------------------------- | -------- |
| Finalista | 1.   | 23 de juny de 2003 | Wimbledon, Regne Unit | Gespa      | Andy Ram | Martina Navrátilová Leander Paes | 3−6, 3−6 |

## Trajectòria

### Individual
| | Rússia | Rússia | Rússia | Rússia | Rússia | Rússia | Rússia | Rússia | Austràlia | Austràlia | Austràlia | Austràlia | Austràlia | Austràlia | Austràlia |        |       |
| Torneig | 2001   | 2002   | 2003   | 2004   | 2005   | 2006   | 2007   | 2008   | 2009      | 2010      | 2011      | 2012      | 2013      | 2014      | 2015      | Títols | V – D |
| Open d'Austràlia | A      | Q1     | Q1     | Q1     | Q1     | Q1     | 2R     | 2R     | 1R        | 1R        | 1R        | 1R        | Q1        | Q1        | Q1        | 0 / 6  | 2 – 6 |
| Roland Garros | A      | Q1     | Q1     | A      | Q1     | 1R     | 1R     | 1R     | A         | 3R        | 3R        | 1R        | Q1        | A         | Q1        | 0 / 6  | 4 – 6 |
| Wimbledon | Q1     | Q1     | 1R     | Q1     | Q1     | 2R     | 1R     | 1R     | Q1        | 3R        | 1R        | 1R        | Q1        | Q1        | Q1        | 0 / 7  | 3 – 7 |
| US Open | Q1     | Q1     | Q1     | Q1     | A      | 3R     | 2R     | 1R     | 3R        | 2R        | 1R        | 2R        | Q1        | 2R        | Q1        | 0 / 8  | 8 – 8 |
| Rànquing a final d'any | 193    | 117    | 165    | 215    | 167    | 82     | 79     | 97     | 97        | 63        | 108       | 134       | 161       | 183       | 228       |        |       |
| Llegenda: G: Guanyadora; F: Finalista; SF: Semifinalista; QF: Quarts de final; Q: Qualificació; A: Absent; RR: Round Robin; |        |        |        |        |        |        |        |        |           |           |           |           |           |           |           |        |       |

### Dobles femenins
| | Rússia | Rússia | Rússia | Rússia      | Rússia      | Rússia      | Rússia | Austràlia   | Austràlia   | Austràlia   | Austràlia | Austràlia   | Austràlia   | Austràlia   | Austràlia | Austràlia   | Austràlia   | Austràlia   | Austràlia   | Austràlia |        |         |
| Torneig | 2002   | 2003   | 2004   | 2005        | 2006        | 2007        | 2008   | 2009        | 2010        | 2011        | 2012      | 2013        | 2014        | 2015        | 2016      | 2017        | 2018        | 2019        | 2020        | 2021      | Títols | V – D   |
| Open d'Austràlia | 1R     | 1R     | 1R     | 1R          | 2R          | 1R          | 2R     | 2R          | 3R          | QF          | 2R        | 3R          | 1R          | 2R          | QF        | 1R          | 3R          | 1R          | A           | A         | 0 / 18 | 17 – 18 |
| Roland Garros | 1R     | 1R     | A      | A           | 2R          | 2R          | 2R     | 3R          | 1R          | QF          | QF        | 3R          | 1R          | 3R          | 1R        | 2R          | 2R          | A           | A           | A         | 0 / 15 | 17 – 15 |
| Wimbledon | QF     | 1R     | 2R     | 1R          | 2R          | 1R          | 1R     | 2R          | 1R          | QF          | 2R        | 1R          | QF          | 2R          | 2R        | 1R          | 2R          | A           | NC          | A         | 0 / 17 | 16 – 17 |
| US Open | 1R     | A      | 1R     | A           | 2R          | 1R          | 3R     | 2R          | SF          | 1R          | 2R        | 2R          | 3R          | 2R          | 2R        | 2R          | 1R          | A           | A           | 3R        | 0 / 16 | 17 – 16 |
| Jocs Olímpics | NC     | NC     | A      | No celebrat | No celebrat | No celebrat | A      | No celebrat | No celebrat | No celebrat | 1R        | No celebrat | No celebrat | No celebrat | 1R        | No celebrat | No celebrat | No celebrat | No celebrat | A         | 0 / 2  | 0 – 2   |
| WTA Finals | A      | A      | A      | A           | A           | A           | A      | A           | A           | A           | A         | A           | SF          | A           | A         | A           | A           | A           | A           | A         | 0 / 1  | 1 – 1   |
| Rànquing a final d'any | 107    | 137    | 97     | 79          | 56          | 61          | 40     | 44          | 26          | 28          | 23        | 25          | 18          | 47          | 40        | 47          | 52          | 1207        |             |           |        |         |
| Llegenda: G: Guanyadora; F: Finalista; SF: Semifinalista; QF: Quarts de final; Q: Qualificació; A: Absent; RR: Round Robin; |        |        |        |             |             |             |        |             |             |             |           |             |             |             |           |             |             |             |             |           |        |         |